# Cyathea bicrenata
Cyathea bicrenata là một loài thực vật có mạch trong họ Cyatheaceae. Loài này được Liebm. mô tả khoa học đầu tiên năm 1849.